# Erich von den Driesch
Hans Erich Conrad von den Driesch, auch Erich van den Driesch (* 12. September 1878 in Herzogenrath; † um 1915) war ein in Aachen tätiger deutscher Bildhauer des Historismus.

## Leben und Wirken

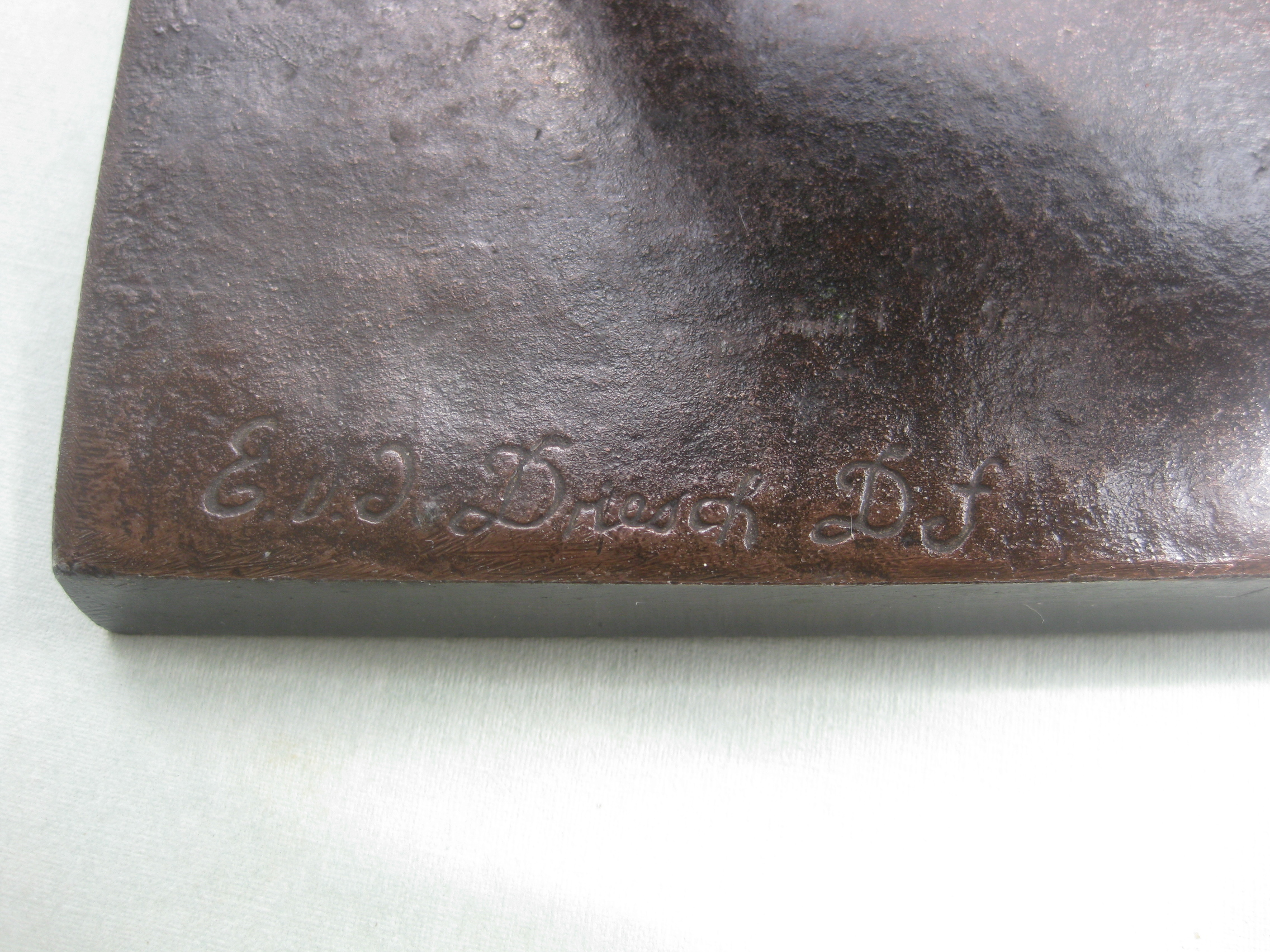
Unterschrift auf einer Plastik

Der in Herzogenrath bei Aachen geborene Erich von den Driesch wurde zunächst Kaufmann und ging dann bei einem der Brüder Bernhard und Joseph Küppers in Aachen in die Bildhauerlehre.
Im Jahr 1906 fand eine Ausstellung der Werke von den Drieschs im Aachener Suermondt Museum statt. Ende 1914 schuf er auf dem Burtscheider Heißbergfriedhof für die Familiengruft des Mediziners Ferdinand Joseph Laaf ein Grabmal, zu dessen Gestaltung eine Figurengruppe aus Galvanoplastiken gehörte, welche er nach Vorlage eines seiner früheren Werkes in der Kunstanstalt der Württembergischen Metallwarenfabrik (WMF) in Geislingen an der Steige anfertigen ließ. Ein weiteres Werk auf diesem Friedhof ist eine „Sitzende Frauengestalt“ in Marmor als Teil einer dreiteiligen Grabanlage der Familie Neuss.
Darüber hinaus schuf er ein Bronze-Medaillon für den Grabstein seines Vaters Carl von den Driesch auf dem Poppelsdorfer Friedhof in Bonn, der Regierungsrat und Träger des Roten Adlerordens war. Die Lebensdaten auf dem Grabstein sind ohne Hilfsmittel nicht mehr zu entziffern.
Mit den Bronzeplastiken Gießereiarbeiter und Stahlarbeiter schuf er frühe Beispiele für Arbeiterskulpturen, Motive, die später im 20. Jahrhundert politisiert wurden.
Erich von den Driesch hatte sein Atelier 1915 in der Aachener Ottostraße 88/90 eingerichtet, in dem sich heutzutage verschiedene Künstlerateliers befinden. Seine Wohnung hatte der Bildhauer in der Louisenstraße 52 – Ecke Pastorplatz.

## Werke (Auswahl)
- Bronzeplastik Arbeiter beim Gießen (Gießereiarbeiter)
- Bronzeplastik Stahlarbeiter mit Zange
- Bronzeplastik Der Sonne entgegen (Stehende Ballerina)
- Bronzeplastik Ballerina auf der Spitze (Ballerina im Ballonkleid)
- Gipsguss Pilot
- Grabmal Familie Dr. med. Laaf Heißberg Friedhof in Burtscheid
- Grabmal Familie Neuss, ebd.
- Grabmal Carl von den Driesch, Poppelsdorfer Friedhof in Bonn

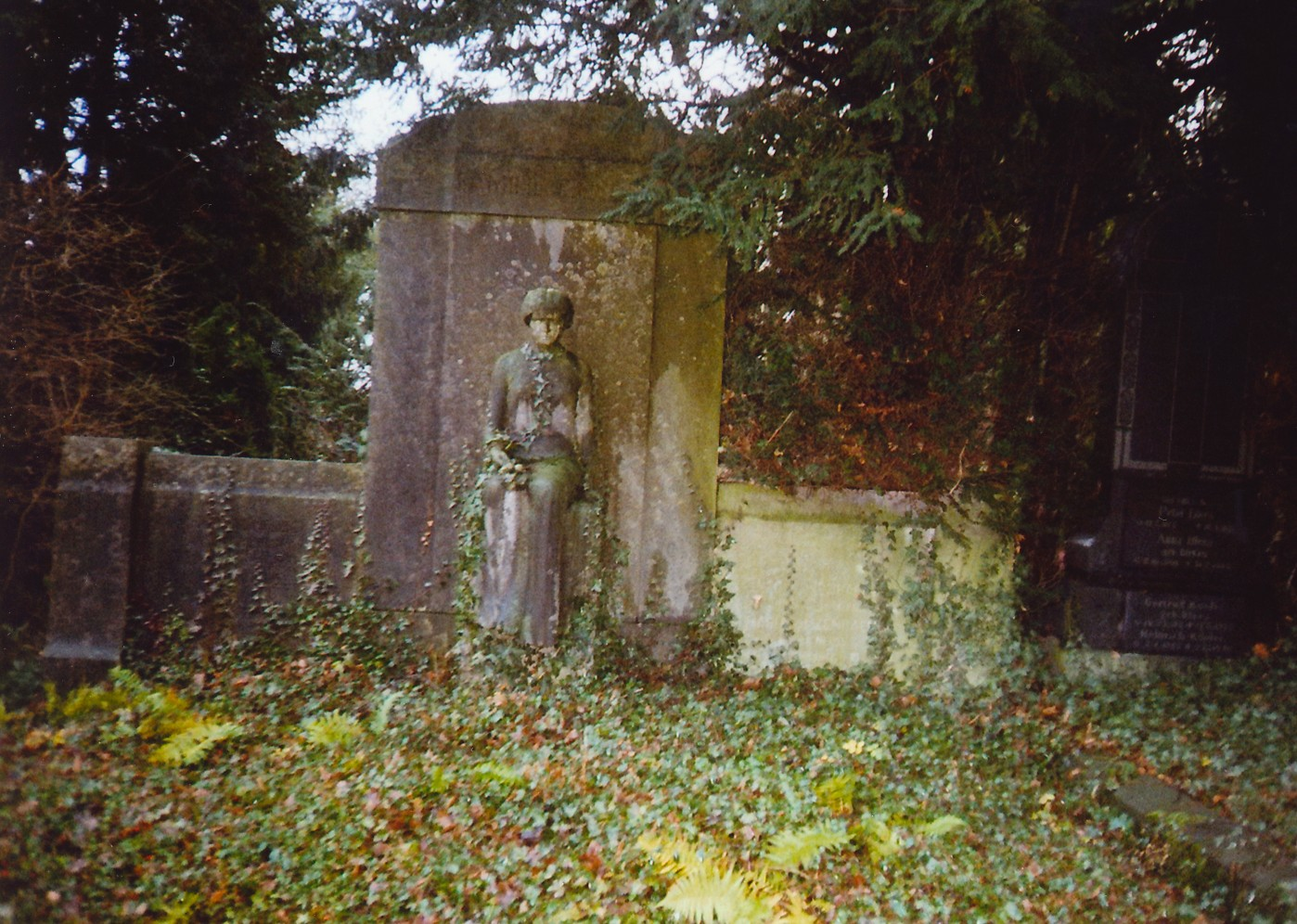
Grabmal Familie Neuss, 1909
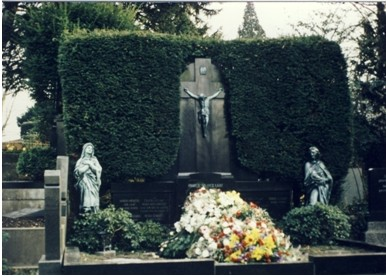
Grabmal Familie Laaf, 1914
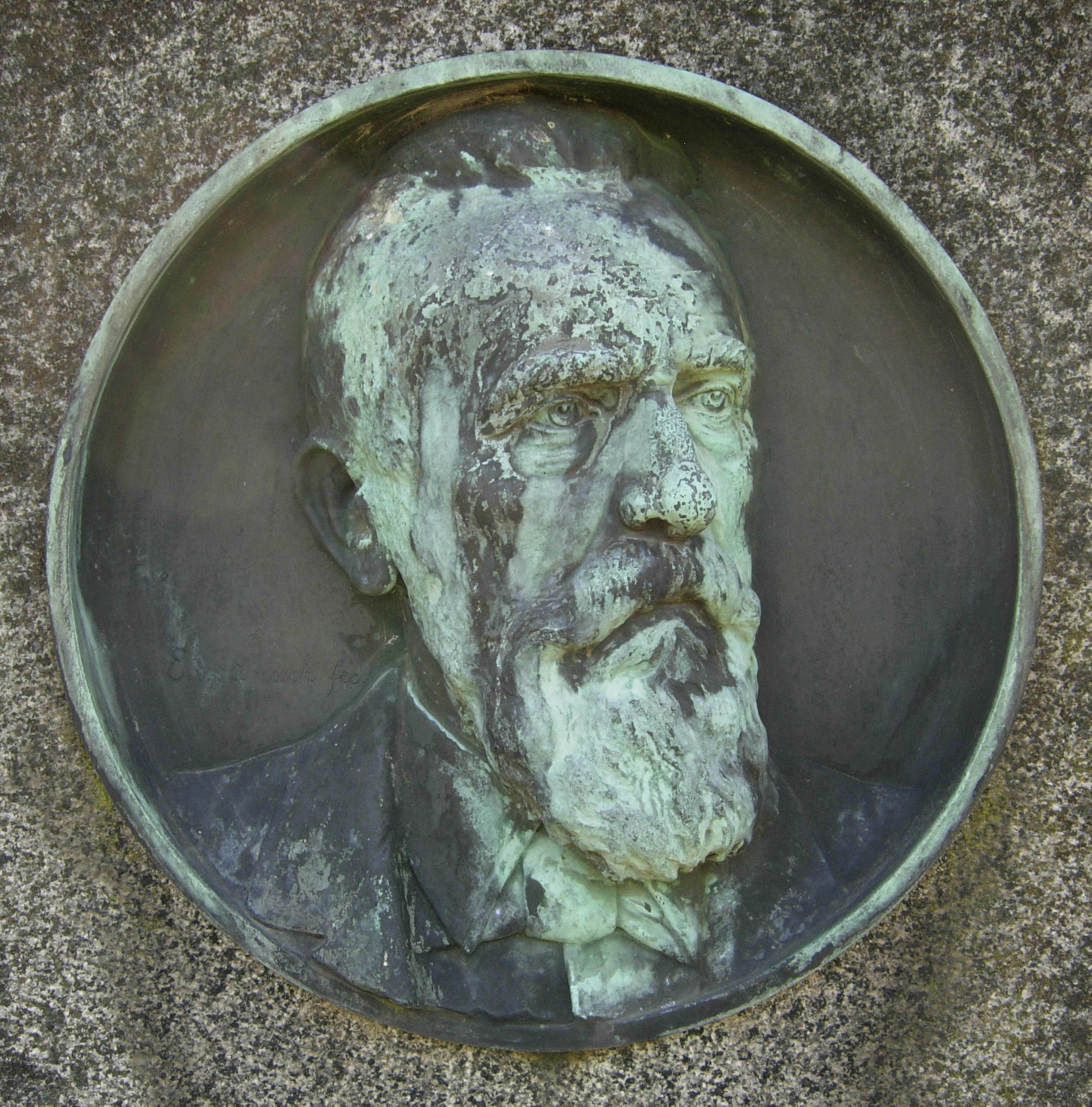
Bronzemedaillon für Carl von den Driesch

## Ausstellungen (unvollständig)
- 1906, im Aachener Suermondt Museum
- 1920, November. Ausstellung des „Godesberger Künstlerbundes“ im Leopold-Hoesch-Museum in Düren[5]